# Hotel Majestic (Barcelona)
Majestic Hotel & Spa GL es un histórico hotel español, de cinco estrellas y gran lujo, inaugurado en 1918 en Barcelona, España. situado en una de las esquinas del emblemático paseo de Gracia, en el ensanche barcelonés, cercano a la Casa Milà de Antonio Gaudí.   
La familia Soldevila actualmente es propietaria del hotel. También preside el Majestic Hotel Group que está formado por cuatro hoteles en Barcelona: el Majestic Hotel & Spa, que fue el primer hotel del grupo, Murmuri Hotel, Hotel Midmost y el Denit. En Palma de Mallorca poseen el Hotel Sant Francesc.

## Historia
Inicialmente, se llamó Majestic Inglaterra, pasando en 1940 a denominarse simplemente Majestic. Era el lugar habitual que elegía la extinta Convergència Democràtica de Catalunya en las citas electorales.[cita requerida] En el Hotel Majestic, pasó Antonio Machado sus últimos días en España antes de exiliarse a Collioure, Francia.[cita requerida]
Muchas celebridades se han alojado en el Hotel Majestic y construyeron su prestigio: León Felipe, Federico García Lorca, que se alojó durante cuatro meses, Pablo Picasso, Joan Miró, Charles Trenet y Ernest Hemingway, entre otros. Uno de los huéspedes más ilustres fue la reina María Cristina de Habsburgo-Lorena.